# Gertrud Månsson
Gertrud Carolina Månsson, född 18 december 1866 på Kungsholmen i Stockholm, död 30 december 1934, var en svensk politiker (socialdemokrat). Hon var en av de första kvinnliga ledamöterna i stadsfullmäktige i Stockholm och Sverige. 
Hon var ordförande i Allmänna Kvinnoklubben 1893–1895, 1897 och 1906–1908; ordförande i Kommittén för den kvinnliga Agitationen 1897–1899, ledamot 1899–1903, och ingick i Kvinnokonferensens AU 1907–1908. Hon invaldes som första kvinna i Stockholms stadsfullmäktige 1910, där hon satt 1910–1915 och 1919–1931. Hon var även ledamot av fattigvårdsstyrelsen.

## Biografi
Gertrud Månsson var dotter till järnarbetaren Johannes Månsson och Charlotta Christina Lindqvist. Vid elva års ålder blev hon tvungen att sluta skolan för att försörja sig som tjänsteflicka. Hon var dock intresserad av politik redan tidigt, utbildade sig själv och betecknades som autodidakt. Hon var sedan 1896 bosatt i Gustav Vasa församling i Stockholm, där hon 1898 öppnade en lysolje- och bosättningsaffär i Vasastaden. 

### Tidig aktivism
Gertrud Månsson deltog i grundandet Stockholms allmänna kvinnoklubb 11 juni 1892, och var dess ordförande 1892–1895, 1897–1898 och 1906–1908. Hon blev medlem i Socialdemokraterna 1892 och var 1897–1900 ordförande i Kommunen för den kvinnliga agitationen och sekreterare där 1900–1902. Hon valdes 1902 till styrelsen för det nygrundade Kvinnornas Fackförbund tillsammans med Anna Johansson Visborg och Anna Sterky. Hon var ledamot i Gustav Vasa församlings fattigvårdstyrelse 1907–1922, och dess ordförande 1922, valdes 1906 som suppleant i styrelsen för fattigvårdsnämndens utackorderingsbyrå och 1909 till suppleant i förtroenderådet för Stockholms stads upplysningsbyrå och understödsbyrå för tuberkulossjuka. 

### Politiker
I valet 1910, då båda könen för första gången var valbara i lokalvalen, valdes 37 kvinnor in i stads- och kommunfullmäktige i Sverige, var av två i Stockholm: folkbibliotekspionjären Valfrid Palmgren för Allmänna Valmansförbundet, och Gertrud Månsson. Gertrud Månsson räknas som Sveriges första valda kvinnliga ledamot i stadsfullmäktige, och som dess första valda kvinnliga politiker, eftersom Stockholms stads valresultat blev färdigräknat först: hon valdes i fjärde valkretsen, som blev klar före den valkrets där Valfrid Palmgren, som vid sidan av henne var Stockholms första kvinnliga ledamot i stadsfullmäktige, räknades. Den första kvinnan i stadsfullmäktige i landsorten i Sverige var Helena Ljungberg i Umeå, som tillsattes genom fyllnadsval 30 mars 1910, och den första kvinnan i övriga Sverige som valdes i allmänna val var Gerda Planting-Gyllenbåga i december 1910. 
Månsson var vid sitt tillträde i stadsfullmäktige ansedd som väl kvalificerad på grund av sin mångåriga erfarenhet inom bland annat fattigvårdsstyrelsen. Hon ska inom sitt parti ha haft ett anseende som en klok och självständig person med ledaregenskaper. Hon beskrivs som karaktärsfast, korrekt och ordhållig och ska ha haft "en orubblig tro på socialismens slutliga seger, ett varmt hjärta för sin klass och för dem som lida och en omfattande kunskap". Då hon tillträdde i stadsfullmäktige ska en grosshandlare ha frågat henne om de inte var bekanta, varpå hon svarade: "Jo jag tjänade piga hos herrskapen och brukade göra uppköp i herr grosshandlarens butik!" Hon blev också intervjuad av tidningen Idun, där hon uttalade sig: 
"Hvad som skall göras, kan jag inte stå och säga nu, innan jag har satt mig in i de olika detaljerna i arbetet. Men kan jag någon gång i någon liten mån hjälpa till att förbättra de usla bostadsförhållandena, källan till så mycken vantrefnad och nöd, så skulle det vara mig den största glädje. Men hvad, hvad skall jag förmå, som inte annat än vad lifvet lärt mig?"
Gertrud Månsson satt i Stockholms kommunfullmäktige åren 1910–1915 och 1919–1931. Hon var ledamot av fattigvårdsnämnden och dess delegation för beviljande av understöd 1912–1915 och 1920–1930; ledamot av fattigvårdsnämndens utackorderingsbyrå 1917; ledamot av barnavårdsnämnden 1925–1926; och ledamot av styrelsen för Stockholms stads uppfostringsanstalt för flickor 1912–1916. Uppdraget i kommunfullmäktige var obetalt och Månsson avsade sig sin kandidatur i valet 1915 på grund av svårigheter att sköta både sitt politiska uppdrag och den affär hon försörjde sig på, men gick med på omval 1919; 1931 avsade hon sig dock slutgiltigt alla uppdrag. 
Månsson intresserade sig främst för socialpolitik och välfärdsfrågor. Det var frågor som engagerade henne på grund av hennes uppväxt i fattigdom, och det var också frågor som under denna tid ansågs vara lämpliga för kvinnliga politiker att ägna sig åt. Hon fokuserade särskilt på bostadsfrågor, och engagerade sig också i de stora ombyggnadsprojekt som då genomfördes i stadsfullmäktige, särskilt slussfrågans lösning. Under sitt arbete i fullmäktige var hon tillbakadragen och talade sällan, men hon satte sig grundligt in i alla frågor, och det sades om henne att "Hon var en av de tysta som liksom så många tusen andra byggt vår arbetarrörelse och fört den vidare".  
Gertrud Månsson betraktas som en av den socialdemokratiska kvinnorörelsens pionjärer och som en banbrytare på det socialpolitiska fältet. Hon var väl omtyckt av sina partikamrater. 
Månsson sålde sin butik på 1920-talet och arbetade sedan som kontorsbiträde hos Systembolaget fram till sin död.
Hon gravsattes 6 januari 1935 på Norra begravningsplatsen i Stockholm.

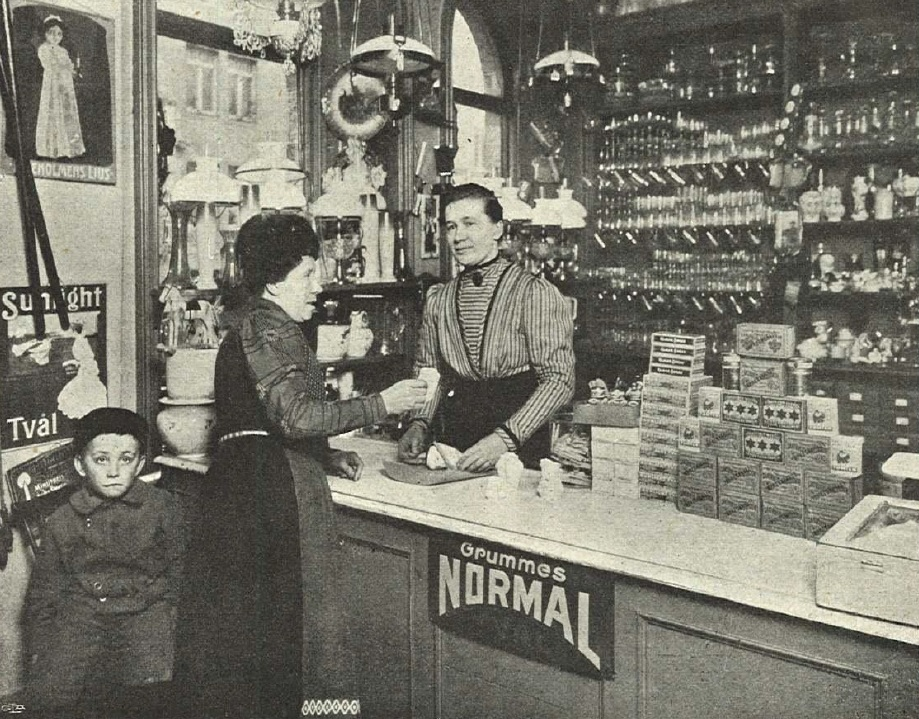
Gertrud Månsson i sin butik. Fotografi av A. Blomberg för tidningen Idun 1910.